# Off with Their Heads (Kaiser Chiefs)
Off with Their Heads is het derde album van de Engelse band Kaiser Chiefs. Er zijn inmiddels twee singles uitgebracht: "Never Miss a Beat", dat door het BBC-programma The Chris Moyles Show als eerste via de radio werd uitgezonden, en "Good Days Bad Days", dat op 15 december 2008 in Nederland uitkwam.

## Geschiedenis
Het album werd gemaakt in de RAK & Eastcote Studios in Londen en gemixt door Andy Wallace.
Er zijn verschillende gastartiesten te horen op het album. Zo voorziet Lily Allen de nummers "Always Happens Like That" en "Never Miss a Beat" van achtergrondzang, helpen drie leden van de Engelse indieband New Young Pony Club ook mee aan het nummer "Never Miss a Beat" en rapt Sway DaSafo een vers in het nummer "Half the Truth". Ook heeft componist David Arnold, bekend van onder andere James Bond-muziek, meegeholpen aan het album.
Er is ook een speciale uitgave van dit album verschenen die enkele extra livenummers bevat die zijn opgenomen in voetbalstadion Elland Road.

## Nummers
Alle muziek en teksten zijn geschreven door Ricky Wilson, Andrew White, Simon Rix, Nick Baines en Nick Hodgson. 
| 1.                 | Spanish Metal            | 2:19 |
| 2.                 | Never Miss a Beat        | 3:08 |
| 3.                 | Like It Too Much         | 3:23 |
| 4.                 | You Want History         | 3:45 |
| 5.                 | Can't Say What I Mean    | 2:49 |
| 6.                 | Good Days Bad Days       | 2:53 |
| 7.                 | Tomato in the Rain       | 3:51 |
| 8.                 | Half the Truth           | 3:44 |
| 9.                 | Always Happens Like That | 3:12 |
| 10.                | Addicted to Drugs        | 3:53 |
| 11.                | Remember You're a Girl   | 2:37 |
| Totale duur: 35:34 |                          |      |

| Nr. | Titel                 | Duur |
| --- | --------------------- | ---- |
| 1.  | Can't Say What I Mean | 3:27 |
| 2.  | Never Miss a Beat     | 3:12 |
| 3.  | You Want History      | 4:48 |
| 4.  | Half the Truth        | 4:12 |

| Nr. | Titel                                      | Duur |
| --- | ------------------------------------------ | ---- |
| 1.  | Sooner or Later                            |      |
| 2.  | Never Miss a Beat (Run Hide Survive Remix) |      |

## Bezetting
- Ricky Wilson - leadzang, percussie
- Nick Hodgson - drums, achtergrondzang
- Andrew White - gitaar
- Simon Rix - basgitaar
- Nick Baines - keyboard

## Album Top 100
| "Off with Their Hands" in de Nederlandse Album Top 100 - binnen: 25-10-2008 | "Off with Their Hands" in de Nederlandse Album Top 100 - binnen: 25-10-2008 | "Off with Their Hands" in de Nederlandse Album Top 100 - binnen: 25-10-2008 | "Off with Their Hands" in de Nederlandse Album Top 100 - binnen: 25-10-2008 | "Off with Their Hands" in de Nederlandse Album Top 100 - binnen: 25-10-2008 | "Off with Their Hands" in de Nederlandse Album Top 100 - binnen: 25-10-2008 | "Off with Their Hands" in de Nederlandse Album Top 100 - binnen: 25-10-2008 | "Off with Their Hands" in de Nederlandse Album Top 100 - binnen: 25-10-2008 | "Off with Their Hands" in de Nederlandse Album Top 100 - binnen: 25-10-2008 | "Off with Their Hands" in de Nederlandse Album Top 100 - binnen: 25-10-2008 | "Off with Their Hands" in de Nederlandse Album Top 100 - binnen: 25-10-2008 | "Off with Their Hands" in de Nederlandse Album Top 100 - binnen: 25-10-2008 | "Off with Their Hands" in de Nederlandse Album Top 100 - binnen: 25-10-2008 |
| Week                                                                        | 1                                                                           | 2                                                                           | 3                                                                           | 4                                                                           | 5                                                                           | 6                                                                           | 7                                                                           | 8                                                                           | 9                                                                           | 10                                                                          | 11                                                                          | 12                                                                          |
| --------------------------------------------------------------------------- | --------------------------------------------------------------------------- | --------------------------------------------------------------------------- | --------------------------------------------------------------------------- | --------------------------------------------------------------------------- | --------------------------------------------------------------------------- | --------------------------------------------------------------------------- | --------------------------------------------------------------------------- | --------------------------------------------------------------------------- | --------------------------------------------------------------------------- | --------------------------------------------------------------------------- | --------------------------------------------------------------------------- | --------------------------------------------------------------------------- |
| Nummer                                                                      | 16                                                                          | 23                                                                          | 34                                                                          | 58                                                                          | 73                                                                          | 84                                                                          | 92                                                                          | 100                                                                         | 99                                                                          | 98                                                                          | 95                                                                          | 69                                                                          |